# Sbor dobrovolných hasičů Michálkovice
Sbor dobrovolných hasičů Michálkovice je organizace pomáhající při požární ochraně jak ve městě Ostravě, tak také v jejím okolí. Zajišťuje však i pomoc v případě nenadálých situací a během roku pořádá několik společenských akcí.

## Historie
Sbor byl založen 25. května 1902 starostou obce Janem Fránkem. Jeho prvním velitelem se stal Antonín Barteček.

## Současnost
V současné době má sbor 115 členů. Členskou základnu tvoří jednotka a soutěžní družstva. V areálu hasičské zbrojnice se koná každoročně několik zábav a v zimním období minimálně jeden hasičský ples.

## Jednotka
Místní jednotka má celkem 20 členů, z nichž je 6 strojníků. Je využívána během domácích fotbalových utkáním FC Baníku Ostrava, kdy zajišťuje požární asistenci. V letních měsících se pak také stará také o odchyt obtížného hmyzu. V zimním období se zas naopak uplatňuje při shazování rampouchů nebo během úklidu sněhu.
Během roku se jednotka zdokonaluje na oborových soutěžích, kde si zároveň i ověřuje své postupy při řešení nenadálých situací, jimiž jsou povodně, velké požáry či jiné katastrofy.

### Muži a ženy
Družstvo mužů a žen se v posledních letech stalo pravidelným účastníkem Moravskoslezského poháru, kde se umísťuje na předních místech v celkovém hodnocení. Dále se pravidelně účastní krajských kol v požárním sportu. Vedle těchto soutěží se družstvo ještě účastní závodu 100 metrů s překážkami nebo výstupu do druhého podlaží věže. Navíc ještě trénuje tradiční disciplíny CTIF, které nejsou v Česku rozšířeny a trénuje je u nás jenom asi 5 družstev a reprezentace České republiky.

## Technika
Jednotka má k dispozici:
- cisternovou automobilovou stříkačku CAS 30 S3R TATRA T815-7
- automobil DA 15 L2T Mercedes - Benz